# Convair X-11

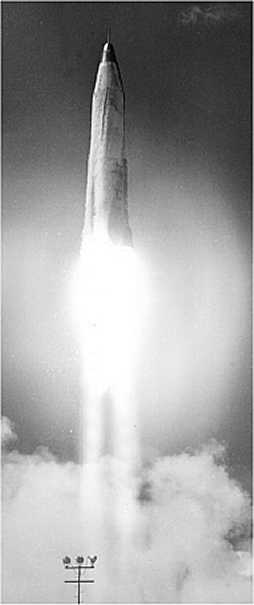
Die Convair X-11 beim Start.

Die Convair X-11 (ursprüngliche Bezeichnung XSM-16A) war die erste Testumgebung für die Atlas-Interkontinentalrakete. Später wurde die Convair X-12 die zweite, weiterentwickelte Testumgebung für die Atlasrakete.
Es wurden insgesamt zwölf X-11 gebaut und getestet. Die ersten drei wurden lediglich in statischen Tests eingesetzt. Nummer vier und sechs wurden während Unfällen bei den Starts zerstört. Alle anderen X-11 führten ihre Testflüge erfolgreich durch. Die Testreihe lief vom 11. Juni 1957 bis zum 3. Juni 1958.

## Allgemeine Daten
| Kenngröße             | Daten                                    |
| --------------------- | ---------------------------------------- |
| Hersteller            | Consolidated Vultee Aircraft Corporation |
| Durchmesser           | 3,66 m                                   |
| Länge                 | 29,3 m                                   |
| Startgewicht          | 36.300 kg                                |
| Besatzung             | 0                                        |
| Höchstgeschwindigkeit | > Mach 10                                |
| Dienstgipfelhöhe      | 60 km                                    |
| Reichweite            | 1.100 km                                 |